# Erich Hilgenfeldt
Georg Paul Erich Hilgenfeldt (né le 2 juillet 1897 à Heinitz et décédé le 25 avril 1945 à Berlin) était un haut fonctionnaire du gouvernement nazi.
Marié le 24 avril 1922 à Marie-Charlotte Köhler, ils se séparent vers 1935 et divorcent finalement le 30 novembre 1940. Ils eurent deux enfants ensemble, Reinhard (2 mars 1923 - tué au combat le 2 novembre 1943 dans la région de la rivière Trigno à 1 km au sud de Tufillo/Italie) et un autre garçon (1er octobre 1927). Hildgenfeldt se remarie ensuite le 6 décembre 1940 avec Leopoldine Statischek (23 septembre 1907 à Novi Sad/Serbie - suicide par empoisonnement ? avril/mai 1945 à Berlin) de Wien.
Hilgenfeldt a servi pendant la Première Guerre mondiale en tant qu'officier et pilote,. Après l'école, il a d'abord été employé de bureau dans l'industrie du bois et chef des ventes dans une entreprise de construction. À partir de 1928, Hilgenfeldt est employé à l'Office statistique du Reich.
Le 1er août 1929, Hilgenfeldt devient membre du NSDAP. En 1932, il devient Kreisleiter (chef de district) du NSDAP et en 1933, Gauinspektor du NSDAP pour l'Inspektion I Groß-Berlin. En 1931, il est conseiller municipal de Berlin-Welmersdorf.
Hilgenfeldt a travaillé comme chef de bureau au NSDAP pour le bien-être du peuple et en étroite association avec le Secours populaire national-socialiste (NSV). En organisant une campagne de charité pour célébrer l'anniversaire d'Hitler le 20 avril 1931, Joseph Goebbels le nomme à la tête du NSV. Le NSV a été nommé l'unique organe d'aide sociale du parti nazi en mai 1933. Le 21 septembre 1933, il est nommé commissaire du Reich pour le Winterhilfswerk (programme de soutien hivernal). Sous Hilgenfeldt, le programme a été massivement étendu, de sorte que le régime a estimé qu'il méritait d'être appelé « la plus grande institution sociale du monde ». Une des méthodes d'expansion a consisté à absorber, ou dans le langage du NSDAP à coordonner, des organisations caritatives déjà existantes mais non nazies. En 1939, le NSV était la deuxième plus grande organisation de groupes nazis, après le Front allemand du travail,.
À partir de novembre de la même année, Hilgenfeldt a été membre de la Chambre de travail du Reich (Reichsarbeitskammer), ainsi que de l'Académie de droit allemand et juge honoraire à la Cour suprême d'honneur et de discipline. En tant que dirigeant du NSV, il a également été le supérieur de Gertrud Scholtz-Klink, responsable des femmes du Reich (Reichsfrauenführerin). Toujours en vertu de sa fonction au NSV, il était le chef de l'union allemande des organisations caritatives privées, qui comptait parmi ses membres l'organisation protestante Mission intérieure (de) et la Caritas Internationalis, ainsi que le NSV lui-même. À partir de 1933, il a également été membre du Parlement prussien et du Reichstag.
Hilgenfeldt a pris la parole lors du rassemblement du parti à Nuremberg en 1936, pendant la troisième session de la conférence du parti.
Le 9 septembre 1937, Hilgenfeldt devient membre de la SS, puis en 1939, il devient brigadier dans la Waffen-SS, et de surcroît chef du bureau principal.
Au cours de sa carrière, Hilgenfeldt a non seulement été nommé juge honoraire, mais aussi président de l'Association du Reich pour le soutien aux délinquants (Reichsverband für Straffälligenbetreuung). En outre, il a également reçu le Danziger Kreuz, première classe. Il a finalement atteint le rang de Gruppenführer.
Hilgenfeldt est porté disparu en mai 1945. On pense qu'il s'est suicidé à Berlin, mais les circonstances de sa mort ne sont toujours pas claires.
Hilgenfeldt avait une sœur nommée Hedwig qui a officiellement déclaré Erich et sa femme Leopoldine morts au bureau du registre à Berlin-Charlottenburg, en 1957.